# Autopsieprinzip
Das Autopsieprinzip oder Autopsieverfahren (kurz Autopsie, von griechisch aútopsía „Selbstsicht“) ist ein Begriff aus der Methodik der Wissenschaft. Entsprechend diesem Prinzip dürfen nur Aussagen getroffen werden, die selbst überprüft oder erfahren wurden. Werden unrichtige Angaben von anderen übernommen, kann es zu einer Art Matthäus-Effekt kommen. Oft anzutreffende Angaben werden dabei häufiger ohne eigene Überprüfung übernommen. Dieser sich selbst verstärkende Effekt führt häufig zu Fehlaussagen wie beispielsweise der nicht belegbaren Zuschreibung von Zitaten zu berühmten Persönlichkeiten.
Der Begriff wurde von dem deutschen Naturwissenschaftshistoriker Rudolph Zaunick (1893–1967) geprägt.
Die autoptische Bibliographierung ist eine Standardmethode für die Erstellung bibliographischer Angaben in Literaturverzeichnissen wissenschaftlicher Publikationen. Indem die Werke im Original aufgesucht werden, kann ihre Existenz nachgewiesen werden, es können unvollständige oder fehlerhafte bibliographische Angaben (die früher auch in wissenschaftlichen Werken oft voneinander abgeschrieben wurden) korrigiert und die Zugriffswege durch Angabe einer besitzenden Bibliothek offengelegt werden. Dadurch wird es möglich, auch den Inhalt der betreffenden Publikationen zu prüfen. Die Bibliographierung nach den geltenden Richtlinien ist hier nur ein paralleles Ziel.